# Макась, Александр Иванович
Алекса́ндр Ива́нович Мака́сь (бел. Аляксандр Іванавіч Макась; род. 8 октября 1991, Минск) — белорусский футболист, нападающий клуба «Ислочь».

## Игровая карьера

### Клубная
Воспитанник детско-юношеской спортшколы минского клуба МТЗ-РИПО. С 2009 года выступал за взрослый состав МТЗ-РИПО (с 2010 года носящего название «Партизан»). Первый раз был выпущен на замену в составе взрослой команды 17 мая 2009 года. В составе команды провёл 29 матчей в высшей лиге до того, как клуб выбыл по итогам чемпионата 2010 года в первую лигу. Макась продолжал выступать за «Партизан» в первой лиге: в сезоне 2011 года в 25 матчах забил 19 мячей (в высшей лиге ему не удалось отметиться голом). В голосовании болельщиков команды, определяющих лучших игроков «Партизана» каждого месяца, Макась, внесший существенный вклад в успехи команды, которая вернулась в высший дивизион белорусского чемпионата, занял по итогам сезона первое место. В составе «Партизана» участвовал в квалификационных матчах Лиги Европы 2009/10 и в матчах Кубка Беларуси, в которых забил два гола.
В январе 2012 года было сообщено о переходе Макася в клуб «Минск». Сезон-2013 начал в фарм-клубе команды, выступавшей в первой лиге; 15 июля 2013 года был отзаявлен. В чемпионате Беларуси 2014 года стал одним из лучших бомбардиров, отстав от лидера только на один забитый мяч.
В сезоне 2014, после ухода из клуба Романа Василюка и Леонида Ковеля, стал основным нападающим минчан, забив 14 голов и став вторым бомбардиром чемпионата после Николая Януша. В декабре 2015 года покинул команду.
В феврале 2016 года прибыл на просмотр в казахстанский «Иртыш». В двух товарищеских матчах отметился двумя голами, однако не сумел согласовать условия контракта и вскоре было объявлено о переходе Макася в «Атырау», где он взял себе номер, под которым выступал в «Минске» — 13-й. Через год вернулся в Беларусь, подписав контракт с жодинским «Торпедо-БелАЗ». Начинал сезон в качестве одного из основных нападающих жодинцев, отмечался голами в первых четырёх турах чемпионата, однако позднее стал чаще выходить на замену. В ноябре покинул клуб.
23 февраля 2018 заключил контракт с минским «Динамо». Сначала нередко появлялся в стартовом составе команды, однако позднее в связи с травмами стал чаще выходить на замену. Во всех турнирах форвард провел за столичный клуб 20 матчей (чемпионат Беларуси — 14, квалификация Лиги Европы — 4, Кубок Беларуси — 2) и отметился шестью голами.
В конце 2018 года Макась в статусе свободного агента подписал контракт с футбольным клубом «Ислочь». В своем дебютном матче за команду из Минского района форвард отличился голом в ворота БАТЭ на «Борисов-Арене», а в стартовой игре чемпионата против «Городеи» оформил дубль. В 2019 году сыграл суммарно 27 матчей, в которых забил 12 мячей и отдал 4 передачи. Дважды за сезон признавался лучшим игроком месяца по итогам голосования болельщиков «Ислочи» и три раза включался в символическую сборную тура. В январе 2020 года продлил контракт с клубом. В сезоне 2020 оставался основным нападающим команды.
В феврале 2021 года перешёл в литовский клуб «Судува», где стал преимущественно выходить на замену.
В январе 2022 года вернулся в Беларусь, подписав контракт с «Гомелем». Дебютировал за клуб 6 марта 2022 года в Кубке Беларуси против минского «Динамо», где также забил свой первый гол. 20 марта 2022 года сыграл свой первый матч в Высшей лиге против дзержинского «Арсенала», где также отличился забитым голом. В матче 11 апреля 2022 года против «Белшины» оформил дубль и стал лучшим игроком 3 тура чемпионата по версии АБФФ.
В январе 2023 года футболист перешёл в брестское «Динамо». Дебютировал за клуб в матче 18 марта 2023 года против жодинского «Торпедо-БелАЗ». В июле футболист покинул брестский клуб, расторгнув контракт по соглашению сторон, и вернулся в «Ислочь», подписав контракт до конца сезона. В декабре 2023 года появилась информация о том, что футболист покинет клуб, но в январе 2024 года футболист продлил контракт с «Ислочью» до конца сезона.

### В сборной
Помимо клубных турниров, Макась включался в состав юношеской сборной Беларуси в товарищеских матчах, первом квалификационном раунде чемпионата Европы по футболу среди юношей до 19 лет. Выступал за молодёжную сборную Беларуси. В марте 2015 года Макась дебютировал в основной сборной Беларуси, выйдя в стартовом составе в товарищеском матче против сборной Габона.
В мае 2019 года нападающий попал в расширенный список национальной сборной на матчи квалификации чемпионата Европы УЕФА 2020 против сборных Германии и Северной Ирландии, но в итоговый состав команды включён не был.

## Достижения
- Обладатель Кубка Беларуси: 2012/13
- Бронзовый призёр чемпионата Беларуси: 2018
- Серебряный призёр чемпионата Литвы: 2021